# Bullanga florida
Bullanga florida är en insektsart som först beskrevs av Navás 1913.  Bullanga florida ingår i släktet Bullanga och familjen myrlejonsländor. Inga underarter finns listade i Catalogue of Life.